# Nova América da Colina
Nova América da Colina ist ein brasilianisches Munizip im Norden des Bundesstaats Paraná. Es hat 3280 Einwohner (2022), die sich Nova-Americanenser nennen. Seine Fläche beträgt 129 km². Es liegt 612 Meter über dem Meeresspiegel.

## Etymologie
Der Gründer Ismael Geraldo Veloso Leite wählte von Anfang an den Namen Nova América da Colina. Dies war eine Anspielung auf die Entdeckung Amerikas. Angeregt durch die hügelige Landschaft wählte er den Zusatz da Colina (deutsch: vom Hügel) zur Unterscheidung von einem gleichnamigen Ort des Staates Goiás.

## Geschichte

### Besiedlung
Im Jahr 1947 besaß das Unternehmen Leon Israel Exportadora Agrícola Ltda. eine große Menge Land im Bundesstaat Paraná. Daher beschloss es, einen Teil seiner Grundstücke in dieser Region zu verkaufen. Der Ingenieur Ismael Leite kaufte mehrere Grundstücke, um eine Fazenda einzurichten. Im Jahr 1948 begannen mehrere Unternehmen und Freiberufler aus verschiedenen Regionen Paranás und aus ganz Brasilien, sich hier niederzulassen.

### Erhebung zum Munizip
Nova América da Colina wurde durch das Staatsgesetz Nr. 4245 vom 25. Juli 1960 aus São Sebastião da Amoreira ausgegliedert und in den Rang eines Munizips erhoben. Es wurde am 31. Oktober 1961 als Munizip installiert.

## Geografie

### Fläche und Lage
Nova América da Colina liegt auf dem Terceiro Planalto Paranaense (der Dritten oder Guarapuava-Hochebene von Paraná). Seine Fläche beträgt 129 km². Es liegt auf einer Höhe von 612 Metern.

### Vegetation
Das Biom von Nova América da Colina ist Mata Atlântica.

### Klima
Das Klima ist warm gemäßigt. Es werden hohe Niederschlagsmengen verzeichnet (1424 mm pro Jahr). Die Klimaklassifikation nach Köppen und Geiger lautet Cfa. Im Jahresdurchschnitt liegt die Temperatur bei 21,4 °C.

### Gewässer
Nova América da Colina liegt im Einzugsgebiet des Rio Tibaji. Der Rio Congonhas bildet die östliche Grenze des Munizips.

### Straßen
Nova América da Colina ist über die PR-525 mit Cornélio Procópio im Norden und São Sebastião da Amoreira im Süden verbunden. 

### Nachbarmunizipien
| Uraí  |                                             | Cornélio Procópio |
| Assaí | Kompassrose, die auf Nachbargemeinden zeigt |                   |
|       | São Sebastião da Amoreira                   | Nova Fátima       |

## Stadtverwaltung
Bürgermeister: Sebastião Rogatti, PSD (2021–2024)
Vizebürgermeister: Francisco de Assis de Melo, PROS (2021–2024)

## Demografie

### Bevölkerungsentwicklung
| Jahr | Einwohner | Stadt | Land |
| ---- | --------- | ----- | ---- |
| 1970 | 6.891     | 14 %  | 86 % |
| 1980 | 4.479     | 30 %  | 70 % |
| 1991 | 4.105     | 45 %  | 55 % |
| 2000 | 3.585     | 67 %  | 33 % |
| 2010 | 3.478     | 73 %  | 27 % |
| 2022 | 3.280     |       |      |

Quelle: IBGE (2011) und Volkszählung 2022

### Ethnische Zusammensetzung
| Gruppe * | 1991    | 2000    | 2010    | wer sich als …                                                                   |
| --- | ------- | ------- | ------- | -------------------------------------------------------------------------------- |
| Weiße | 71,1 %  | 67,7 %  | 66,7 %  | weiß bezeichnet                                                                  |
| Schwarze | 1,3 %   | 2,3 %   | 3,5 %   | schwarz bezeichnet                                                               |
| Gelbe | 2,7 %   | 4,0 %   | 4,0 %   | von fernöstlicher Herkunft wie japanisch, chinesisch, koreanisch etc. bezeichnet |
| Braune | 24,9 %  | 24,9 %  | 25,5 %  | braun oder als Mischung aus mehreren Gruppen bezeichnet                          |
| Indigene | 0,0 %   | 0,1 %   | 0,3 %   | Ureinwohner oder Indio bezeichnet                                                |
| ohne Angabe | 0,0 %   | 1,0 %   | 0,0 %   |                                                                                  |
| Gesamt | 100,0 % | 100,0 % | 100,0 % |                                                                                  |
| *) Das IBGE verwendet für Volkszählungen ausschließlich diese fünf Gruppen. Es verzichtet bewusst auf Erläuterungen. Die Zugehörigkeit wird vom Einwohner selbst festgelegt. |         |         |         |                                                                                  |

Quelle: IBGE (Stand: 1991, 2000 und 2010)